# Сборная Кипра по футболу
Сборная Кипра по футболу (греч. Εθνική ομάδα ποδοσφαίρου της Κύπρου; тур. Kıbrıs Millî Futbol Takımı) — представляет Кипр на международных футбольных турнирах и товарищеских встречах. Управляющая организация — Кипрская федерация футбола. Сборная ещё ни разу не участвовала в финальных стадиях чемпионатов мира или Европы.
По состоянию на 21 октября 2021 года сборная в рейтинге ФИФА занимает 103-е место, а в рейтинге УЕФА на 11 октября 2017 года — 37-е.

## История выступлений
Первый официальный матч киприоты должны были провести против Израиля в рамках отборочного турнира к ЧМ-1958, однако киприоты не получили визы Израиля и не прилетели туда, поэтому им было засчитано техническое поражение. В 1960 году Кипр всё-таки провёл две встречи против Израиля, но ни в одной из них не удалось одержать победу — 1:1 и 1:6. Официально отборочные матчи для чемпионатов мира и Европы Кипр проводит с 1960 года. В течение долгого времени команда не выигрывала в официальных матчах отбора на чемпионат мира. Первая победа была зафиксирована только 14 февраля 1973 года. Тогда Кипр одержал первую победу в отборе к ЧМ над Северной Ирландией. При этом выступления в отборах на чемпионаты мира были куда менее успешными, чем в отборах на чемпионаты Европы.
Первый официальный матч в рамках отбора на Евро островная дружина провела 3 декабря 1966 года в Никосии против Румынии и с разгромом уступили — 1:5. Следующие четыре матча Кипр тоже проиграл и только 17 февраля 1968 года победил швейцарскую сборную 2:1. После «чёрной серии» из 14 проигранных матчей в Лимасоле киприоты добились ничьей с румынами — счёт 1:1. Следующее очко киприоты наберут только 12 февраля 1983 года, сыграв вничью с чемпионами мира — сборной Италии. В конце 1980-х годов команду постиг серьёзный кризис — в отборе на Евро-1988 киприоты смогли взять только одно очко, сыграв в Гданьске нулевую ничью против поляков, хотя в 1988 году сенсационно сыграл вничью с экс-чемпионами Европы, Францией.
Ещё через семь лет Кипр провёл один из лучших отборочных циклов в своей истории — отбор на чемпионат мира в США. Тогда в активе у Кипра оказалось целых 5 очков: по 2 очка по тем меркам давалось за победу, и две победы были одержаны над сборной Фарерских островов. Также в активе 1 очко за ничью против тогдашней сборной Чехословакии. 16 ноября 1994 года киприоты в рамках отбора на чемпионат Европы 1996 года одержали победу над Арменией со счётом 2:0. Тот цикл был более-менее удачным, так как киприоты сыграли вничью с Данией, Македонией, Бельгией и той же Арменией.
Перед чемпионатом мира 1998 года у Кипра был зафиксирован более крупный результат: две победы над Люксембургом, победа над первым официальным противником в истории — Израилем — и сенсационная ничья с Россией, причём эта потеря очков стоила россиянам первого места в группе и выхода на чемпионат мира 1998 года. Однако по ходу турнира у команды сменился тренер из-за скандала — после проигрыша Болгарии 1:3 команду Андреаса Михаэлидиса обвинили в умышленной «сдаче» матча, поскольку игроки якобы ставили на проигрыш своей команды. Михаэлидис ушёл в отставку, а его сменил Ставрос Пападопулос, при котором Кипр и взял очки в игре с Россией.
В отборе на Евро-2000 киприоты снова отметились: 5 сентября 1998 года в Никосии они сокрушили грозную Испанию. Счёт в той встрече был 3:2, причём испанцы даже не смогли сравнять счёт. Голы в той встрече забивали киприот Панайотис Энгомитис и натурализованные югославы Синиша Гогич и Миленко Шполярич. У испанцев хватило ответить только ударами Рауля и Фернандо Морьентеса. После той встречи был уволен тренер «красной фурии», которого обвинили в провале на чемпионате мира 1998 года. В последнем туре сборная Кипра, не сумев обыграть в гостях Австрию, упустила шанс войти в стыковые матчи Евро-2000 со второго места.
В отборе на чемпионат мира 2002 года Кипр в какой-то момент теоретически претендовать на выход в финальную часть первенства мира в Корее и Японии, но набрал всего 8 очков, оба раза обыграв слабую Андорру и дважды сыграв вничью с эстонцами. Самый реальный шанс квалифицироваться на чемпионат Европы был в отборочном цикле 2004 года. Тогда болельщики сборной надеялись, что она займёт хотя бы второе место, учитывая уровень соперников — Франция и Словения серьёзно испортили свою репутацию после провального мундиаля 2002 года, а Израиль и Мальта были проходимыми противниками. Перед последним туром у Кипра была реальная возможность вырвать второе место у словенцев, однако сил не хватило.
Пройти на чемпионат мира в Германии у киприотов мыслей и не было — очки киприоты набрали лишь на Фарерах, остальные матчи были проиграны без шансов. В отборе на Евро-2008 у киприотов не было ни единого шанса, поскольку первые два места заняли Чехия и Германия. Единственным светлым пятном стали победы над Уэльсом и Ирландией, причём Ирландия проиграла с крупным счётом 2:5. На тот момент Кипр был всего лишь 103-й командой в рейтинге ФИФА, а поражение от этой слабой команды вынудило Стива Стонтона покинуть пост наставника «парней в зелёном».
О первенстве мира в ЮАР также можно было уже забыть, так как в матчах с командами, занявшими первые три места, Кипр не взял ни одного результативного балла. В отборочном цикле Евро-2012 Кипр запомнился только результативной ничьей со счётом 4:4 против сборной Португалии, что стоило команде с Пиренейского полуострова первого места в группе — на 60-й минуте португальцы вышли вперёд 4:3, но на 89-й минуте киприоты спаслись. Сборная Кипра была близка к выходу на чемпионат Европы 2016 года: благодаря победам над Боснией и Герцеговиной и Израилем в гостях в последнем туре ей нужно было всего лишь обыграть у себя дома Боснию и Герцеговину, чтобы занять спасительное третье место в группе и отправиться в стыковые матчи, однако поражение оставило киприотов без Евро.
В Лиге наций УЕФА 2018/2019 Кипр устоял в Лиге C, отобрав очки у Словении (ничья 1:1 и победа 2:1).
Сборная Кипра в 9 матчах в Лиге Наций выиграла всего 1 матч и пропустила 19 голов, забив всего 3 мяча. После поражения от сборной России со счётом 6-0, главный тренер был отправлен в отставку.

## Состав
Следующие игроки были вызваны в состав сборной главным тренером Темури Кецбаем для участия в матче квалификации Евро-2024 против сборной Шотландии (25 марта 2023).
Игры и голы приведены по состоянию на 21 марта 2023 года
|  | Вр  | Димитрис Димитриу         | 15 января 1999 (26 лет)   | 8  | 0 | Аполлон (Лимасол)    |  |  |
|  | Вр  | Константинос Панаги       | 8 октября 1994 (30 лет)   | 26 | 0 | Омония (Никосия)     |  |  |
|  | Вр  | Александер Шполярич       | 28 ноября 1995 (29 лет)   | 0  | 0 | Кармиотисса          |  |  |
|  |     |                           |                           |    |   |                      |  |  |
|  | Защ | Константинос Лайфис       | 19 мая 1993 (32 года)     | 48 | 3 | Стандард (Льеж)      |  |  |
|  | Защ | Николас Иоанну            | 10 ноября 1995 (29 лет)   | 41 | 2 | Комо                 |  |  |
|  | Защ | Иоаннис Кусулос           | 14 июня 1996 (29 лет)     | 29 | 4 | Омония (Никосия)     |  |  |
|  | Защ | Мариос Антониадис         | 14 мая 1990 (35 лет)      | 23 | 0 | Анортосис            |  |  |
|  | Защ | Минас Антониу             | 22 февраля 1994 (31 год)  | 15 | 0 | Анортосис            |  |  |
|  | Защ | Андреас Каро              | 9 сентября 1996 (28 лет)  | 13 | 0 | АПОЭЛ                |  |  |
|  | Защ | Николас Панайоту          | 12 мая 2000 (25 лет)      | 10 | 0 | Омония (Никосия)     |  |  |
|  | Защ | Андреас Панайоту Филиотис | 31 мая 1995 (30 лет)      | 5  | 0 | Аполлон (Лимасол)    |  |  |
|  | Защ | Валентен Роберж           | 9 июня 1987 (38 лет)      | 2  | 1 | Аполлон (Лимасол)    |  |  |
|  |     |                           |                           |    |   |                      |  |  |
|  | ПЗ  | Костакис Артиматас        | 15 апреля 1993 (32 года)  | 62 | 1 | Анортосис            |  |  |
|  | ПЗ  | Григорис Кастанос         | 30 января 1998 (27 лет)   | 51 | 3 | Салернитана          |  |  |
|  | ПЗ  | Хараламбос Кириаку        | 9 февраля 1995 (30 лет)   | 47 | 0 | Аполлон (Лимасол)    |  |  |
|  | ПЗ  | Алекс Гогич               | 27 ноября 1995 (29 лет)   | 18 | 0 | Сент-Миррен          |  |  |
|  | ПЗ  | Михалис Иоанну            | 30 июня 2000 (25 лет)     | 5  | 1 | Анортосис            |  |  |
|  | ПЗ  | Данило Шполярич           | 14 июля 1999 (26 лет)     | 4  | 0 | Аполлон (Лимасол)    |  |  |
|  | ПЗ  | Хараламбос Хараламбус     | 4 апреля 2002 (23 года)   | 3  | 1 | Омония (Никосия)     |  |  |
|  |     |                           |                           |    |   |                      |  |  |
|  | Нап | Димитрис Христофи         | 28 сентября 1988 (36 лет) | 65 | 8 | Анортосис            |  |  |
|  | Нап | Георгиос Эфрем            | 5 июля 1989 (36 лет)      | 50 | 5 | АПОЭЛ                |  |  |
|  | Нап | Иоаннис Питтас            | 10 июля 1996 (29 лет)     | 30 | 2 | Аполлон (Лимасол)    |  |  |
|  | Нап | Лоизос Лоизу              | 18 июля 2003 (21 год)     | 21 | 1 | Омония (Никосия)     |  |  |
|  | Нап | Маринос Ционис            | 16 июля 2001 (24 года)    | 21 | 1 | Спортинг Канзас-Сити |  |  |
|  | Нап | Андроникос Какуллис       | 3 мая 2001 (24 года)      | 13 | 4 | Омония (Никосия)     |  |  |

### Рекорды
| Место | Имя                        | Игр | Голы | Карьера   |
| ----- | -------------------------- | --- | ---- | --------- |
| 1     | Ioannis Okkas              | 103 | 27   | 1997–2011 |
| 2     | Constantinos Charalambidis | 93  | 12   | 2003–2017 |
| 3     | Michalis Konstantinou      | 84  | 32   | 1997–2012 |
| 4     | Pambos Pittas              | 82  | 7    | 1987–1999 |
| 5     | Constantinos Makrides      | 77  | 5    | 2004–2016 |
| 6     | Nicos Panayiotou           | 74  | 0    | 1994–2006 |
| 7     | Demetris Christofi         | 72  | 9    | 2008–     |
| 8     | Elias Charalambous         | 69  | 0    | 2002–2017 |
| 8     | Chrysis Michael            | 69  | 7    | 2000–2017 |
| 8     | Теодоту, Гиоргос           | 69  | 0    | 1996–2008 |

## Форма
Традиционные цвета сборной Кипра — синий (домашняя форма) и белый (гостевая форма).

### Поставщики
| Фирма   | Италия     |
| ------- | ---------- |
| Lotto   | 1994—2000  |
| Erreà   | 2000—2002  |
| Umbro   | 2002—2006  |
| Diadora | 2006—2008  |
| Adidas  | 2008—2018  |
| Macron  | 2018—н. в. |

### Домашняя
| 1960      | 1969      | 1980 | 1986 | 1994 | 1998 | 2002 | 2004 | 2006 | 2008 | 2016—2017 |
| 2018—2019 | 2020—2021 | 2022 |      |      |      |      |      |      |      |           |

### Гостевая
| 1960      | 1969      | 1980 | 1986 | 1994 | 1998 | 2002 | 2004 | 2006 | 2008 | 2016—2017 |
| 2018—2019 | 2020—2021 | 2022 |      |      |      |      |      |      |      |           |